# Шаргород (арт-местечко)
Арт-местечко: Шаргород — арт-фестиваль современного искусства в городе Шаргород (Украина).

## История
«Арт-местечко: Шаргород» — проект, созданный в 2006 году усилиями московского бизнесмена и ученого Александра Погорельского и московского арт-менеджера и арт-критика
Николая Палажченко в маленьком городе районного значения Шаргород в Винницкой области Украины. Соорганизаторы акции с украинской стороны — галерея «L-Art» и международный благотворительный фонд «EIDOS». «Арт-местечко: Шаргород» проводится в формате биеннале современного искусства..
Широкую известность получила одна из акций фестиваля «В кожну хату — по квадрату» группы «Нацпром» и Николая Маценко, развитая в дальнейшем Маценко в различных модификациях. Целью акции было распространение копий «Чёрного квадрата» Казимира Малевича среди жителей Шаргорода, для чего они продавались участниками группы на шаргородском базаре.

## Художники, участвовавшие в проекте «Арт-местечко: Шаргород»
- Анна Броше[2]
- Жанна Кадырова
- Борис Михайлов[2]
- Сергей Сапожников
- Олег Тистол
- Юрий Шабельников